# Tello Pérez de Meneses
Tello Pérez de Meneses (m. c. 1200) fue un noble y genearca de los Téllez de Meneses, importante casa nobiliaria que cuenta entre sus descendientes con varios miembros de la realeza como la reina María de Molina, de quien fue tatarabuelo, y Leonor Téllez de Meneses, reina consorte de Portugal. Tello destacó en las campañas de la reconquista y en la repoblación así como por su patronazgo a varios monasterios y por la fundación de tres hospitales para cautivos y leprosos. Junto con sus parientes, los Girón, el linaje de los Téllez de Meneses, fue uno de los grupos aristocráticos más influyentes y poderosos en Tierra de Campos.

## Relaciones familiares
Se desconoce el nombre de su madre. Su padre fue Pedro Martínez, que tuvo varios medios hermanos, entre ellos, Elo Álvarez, la esposa de Rodrigo Fernández de Castro el Calvo, con quien aparece frecuentemente en la documentación medieval en transacciones y donaciones familiares. Pedro Martínez, a su vez, fue hijo de Martín Pérez, señor de Tordesillas y merino mayor de la reina Urraca. Aunque no se conoce la filiación de Martín Pérez, el abuelo paterno de Tello, debe haber sido un miembro de la alta nobleza ya que fue el segundo esposo de la abuela paterna de Tello, Mayor Pérez, viuda de Álvar Fáñez e hija de los condes Pedro Ansúrez y Eylo Alfonso. Reglero de la Fuente sugiere que Martín Pérez pudo ser hijo de Pedro Pérez, quien en 1073 realizó una importante donación,que incluía el lugar de Villanueva, varios palacios, otras heredades y otros dos monasterios a San Pedro de Villanueva de San Mancio, un monasterio de carácter familiar.

## En la corte, tenencias y propiedades, reconquista y repoblación

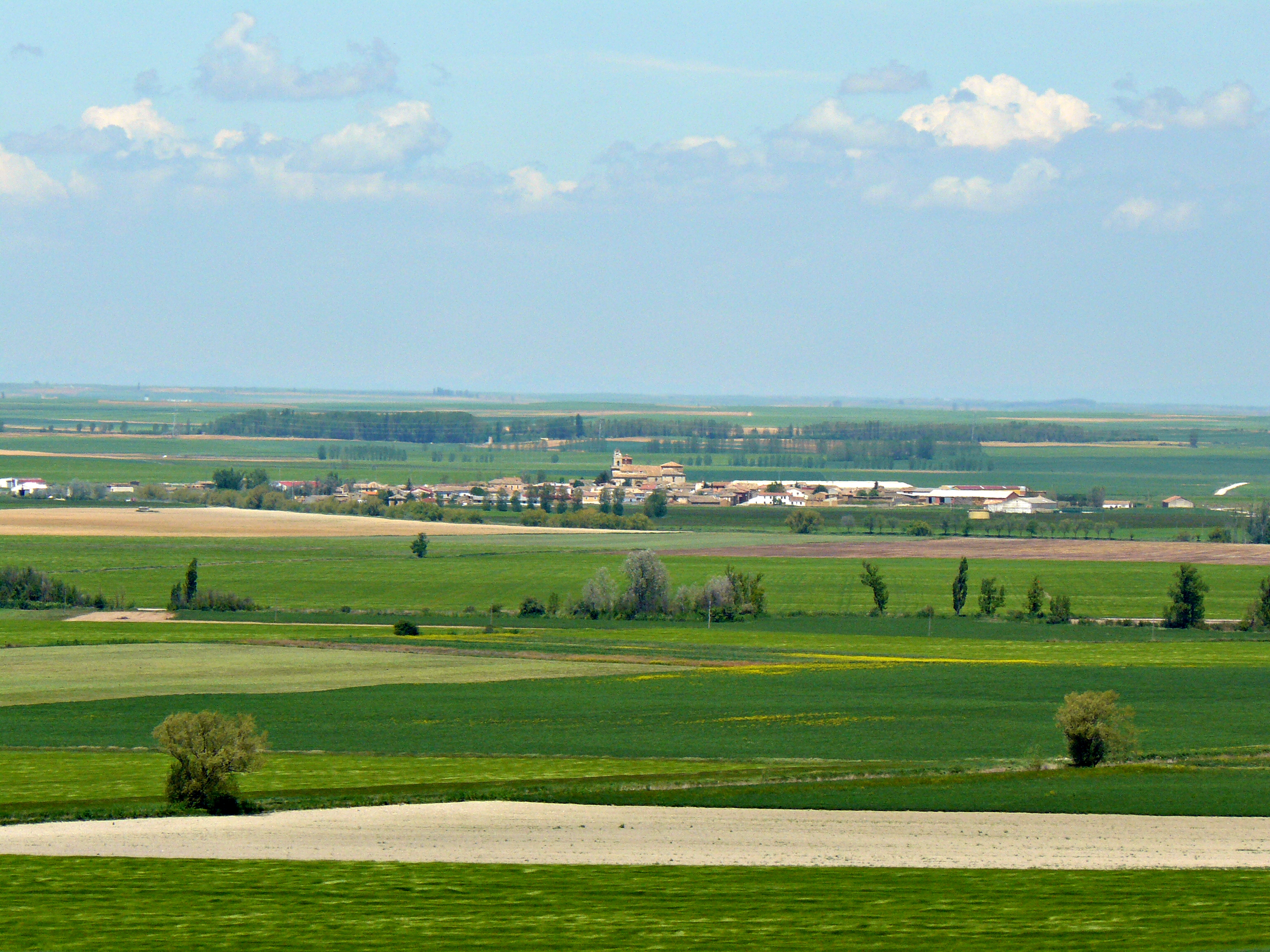
Meneses de Campos visto desde Montealegre

Tello Pérez de Meneses fue uno de los miembros más destacados de la curia regia del rey Alfonso VIII de Castilla, de quien fue un fiel vasallo y recibió numerosas mercedes. Era dueño de vastas propiedades en la zona oriental de Tierra de Campos, algunas de las cuales lindaban con la comarca de Torozos, que incluían los alfoces de Montealegre y Meneses. También era propietario en el valle de Sequillo y en varios lugares a lo largo del Camino de Santiago, donde fundó hospitales para los peregrinos y leprosos, como el de Villamartín el 6 de diciembre de 1196 y otros.
Fue tenente de Cea desde 1181, comarca donde también tenía propiedades, así como en Meneses. También el rey le donó la iglesia de San Cipriano a cambio de una heredad de Tello en Castromayor. Participó como capitán mayor en la conquista de Cuenca en 1177, cerco que duró nueve meses desde enero hasta el 21 de septiembre cuando la ciudad se rindió.
Se encargó de la repoblación del valle de Guadiana en la zona que se extiende entre las Tablas de Daimiel hasta la desembocadura del Jabalón, según un acuerdo de enero de 1181 mediante el cual el maestre de la Orden de Calatrava le encomendaba repoblar con ganado y esclavos moros «treinta yugadas de heredad en el distrito de Calatrava la Vieja» donde se ubicaban cuatro castillos: Ciruelos, Malagón, Alarcos y Benavente. Como compensación por sus esfuerzos repobladores, Tello disfrutaría de las rentas durante su vida y, a su muerte, todos los bienes raíces y la mitad del ganado pasarían a la orden. También, para compensarle, la orden le concedió en prestimonio vitalicio la villa de Ocaña, que anteriormente Tello había entregado a la orden y que él y su esposa Gontrodo habían recibido previamente del rey Alfonso VIII. En ese mismo mes, el rey Alfonso VIII entregó a Tello unas casas en Cuenca a cambio del castillo de Malagón para, posiblemente, recuperar el control del mismo. Estas casas en Cuenca fueron las que Tello donó posteriormente para la fundación del hospital para cautivos en la misma ciudad.

## Patronazgo y fundaciones

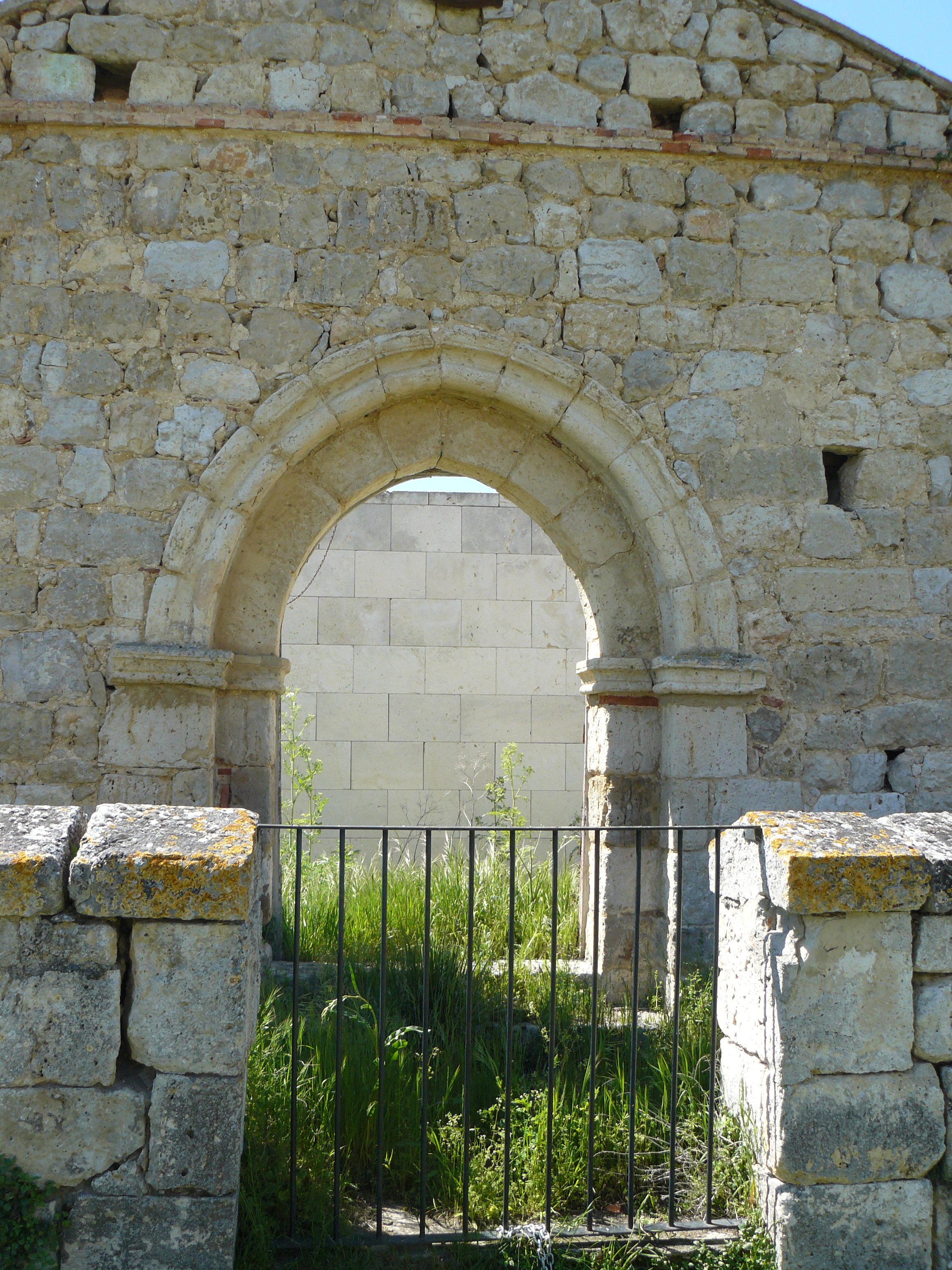
Ruinas del monasterio de Santa María de Matallana

En noviembre de 1173, el rey Alfonso VIII de Castilla entregó a Tello y a su esposa Gontrodo su infantado de Matallana y en 1175, el mismo rey confirmó la fundación del monasterio de Santa María de Matallana por parte de Tello y Gontrodo. El documento fue confirmado por los hijos del matrimonio, Alfonso, García, Tello, Suero, y Teresa. Dicho monasterio se encuentra en Villalba de los Alcores en la provincia de Valladolid.
El 13 de marzo de 1182, Tello con su pariente Pedro Gutiérrez y la esposa de este último, María Boso, fundaron un hospital para cautivos y peregrinos en Cuenca que en 1188 entregaron a la Orden de Santiago para su administración.
En 1185, junto con su esposa e hijos, Tello hizo una donación al monasterio de Santa María de Trianos de sus propiedades en Trianos, Villacreces, Tordellos, San Nicolás del Real Camino y Fresno, propiedades que él y su suegra, Teresa Pérez, abadesa en el monasterio de Santa María de Gradefes, habían adquirido. En junio de ese año, el rey Alfonso VIII confirmó la donación hecha por Tello y Gontrodo y añadió otras posesiones como donación al cenobio. Aunque la fundación de este monasterio ha sido atribuida a Tello, lo cierto es que el monasterio fue fundado antes de 1125 según se deduce de una bula papal expedida por Honorio II el 7 de diciembre de ese año donde nombra al abad y al prior del cenobio. Ellos y sus descendientes continuaron como patrones y benefactores de este monasterio.
En 1195, Tello y Gontrodo fundaron el hospital para leprosos en San Nicolás del Real Camino que después donaron al Monasterio de Santa María de Trianos. 
En julio del mismo año, Tello, con el beneplácito de sus hijos, todos nombrados, realizó otra donación de varias heredades a la iglesia de Villanueva de San Mancio. El monasterio había sido fundado un siglo antes, en 1070, por Pedro Pérez, pero el patrimonio había quedado muy mermado. Este monasterio lo donaron Tello y sus hijos en 1198 al Monasterio Real de San Benito en Sahagún.
El 6 de diciembre de 1196, Tello fundó el hospital para leprosos en el desaparecido pago de Villamartín el cual encomendó en el mismo momento de su fundación a la Orden de Santiago.

## Muerte

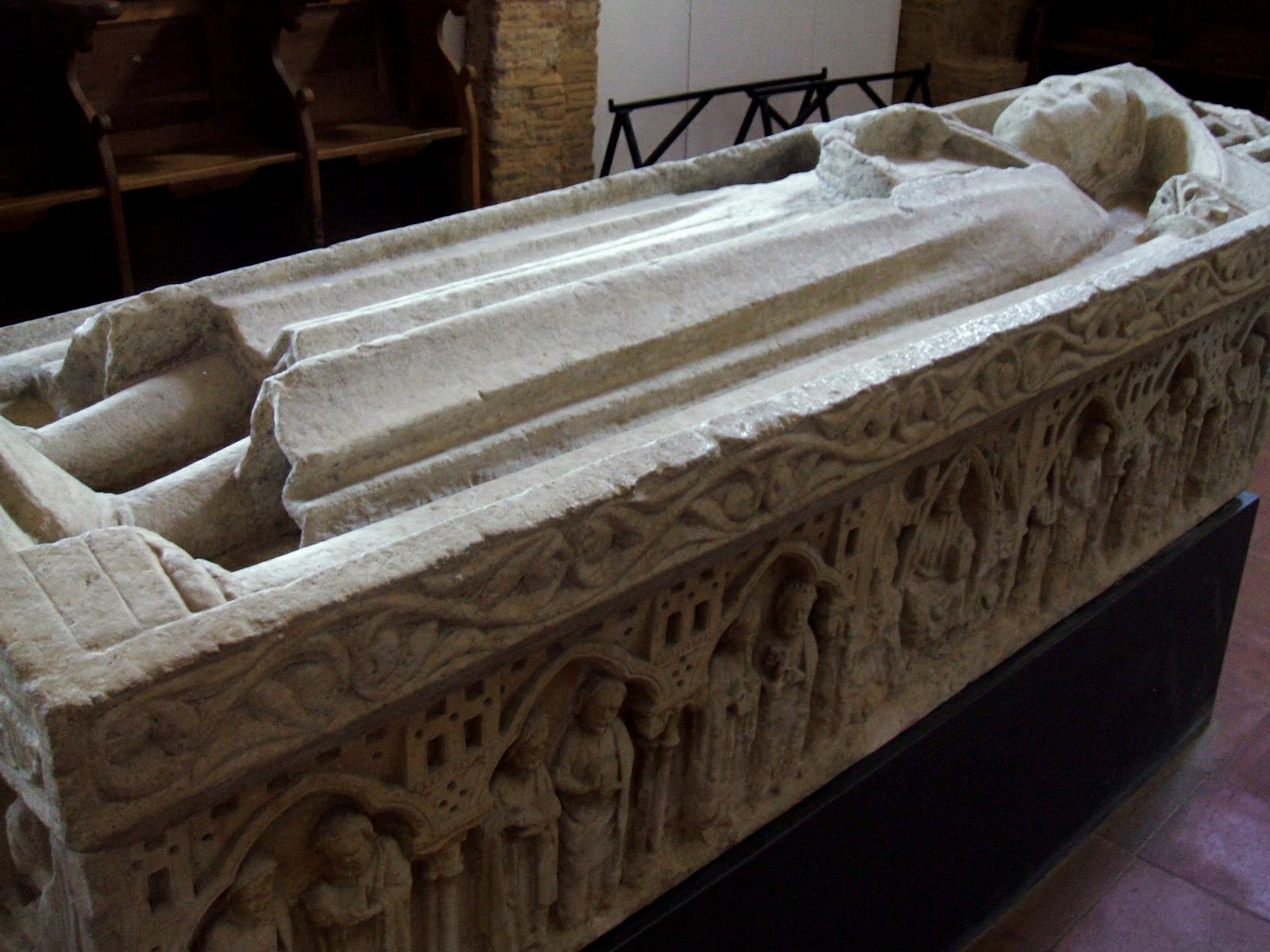
Sepulcro gótico del del desaparecido monasterio de Santa María de Trianos, hoy en la iglesia de San Tirso de Sahagún (León)

Tello Pérez de Meneses falleció probablemente en la primera mitad del año 1200 cuando sus hijos, en el mes de junio, hacen una donación al abad del monasterio en Sahagún, y con toda seguridad antes de abril de 1201 cuando otra vez, sus hijos donaron varias propiedades por el alma de sus padres. Según Ambrosio de Morales, los sarcófagos de los fundadores, Tello y Gontrodo, se encontraban en el desaparecido monasterio de Matallana «con bultos de piedra en tumbas altas en la Capilla Mayor sin letreros».

## Matrimonio y descendencia
El 22 de enero de 1161, Tello Pérez otorgó carta de dote y arras a su esposa Gontrodo García. Las propiedades incluían Meneses, Villa Avia, Barrio Falcón, Villa Nova y Castriello. Gontrodo probablemente aportó al matrimonio propiedades en Tierra de Campos, como miembro de la parentela de los Flaínez. Bisnieta de Martín Flaínez, uno de los condes que murió luchando en la Batalla de Uclés, Gontrodo era hija de García Pérez (m. septiembre de 1165), tenente en Cea, y de Teresa Pérez (m. 10 de mayo de 1187), fundadores del monasterio cisterciense de Santa María de Gradefes en León donde profesó Teresa después de enviudar y llegó a ser su abadesa. Tello y Gontrodo fueron padres de cinco hijos, todos nacidos entre 1161, fecha de la entrega de arras, y 1175 cuando todos firman como testigos la confirmación de la fundación del monasterio de Santa María de Matallana por el rey Alfonso VIII. Estos fueron:
- Alfonso Téllez de Meneses,[35][36] heredó el señorío de Meneses, participó en la batalla de Navas de Tolosa y desempeñó un papel importante en la crisis sucesoria después de la temprana y accidental muerte del rey Enrique I de Castilla.[37][b]
- García Téllez,[41][36] estuvo junto con su hermano Alfonso en las Navas.[42] Murió joven y de él vienen los Tello de Sevilla. Tuvo por lo menos un hijo, Gutierre García, quien fue padre de Fernán Gutiérrez, almirante de Castilla — padre de Fernando Gutiérrez Tello, arzobispo de Sevilla entre 1304 y 1323 — y de Garci Gutiérrez Tello, quien también fue arzobispo de la misma diócesis entre 1289 y 1294.[36]
- Tello Téllez de Meneses, obispo de Palencia.[41][36]
- Suero Téllez de Meneses (m. c. 1227),[36] fue tenente en Montealegre, Tordehumos, Grajal, y Cea y apoyó la causa de Berenguela de Castilla. Contrajo matrimonio con Sancha Gutiérrez, hija de Gutierre Rodríguez de Castro y de Elvira Osorio, de quien tuvo dos hijos, Gutierre y Fernando Suárez de Meneses, el primero antepasado de los Téllez de Meneses de Toledo y el segundo eclesiástico en Palencia.[43][44] En 1227, Suero y su mujer se ofrecieron como familiares y donaron a la abadía de Santa María de Benevívere su heredad en Cisneros.[45]
- Teresa Téllez,[36] casada con Martín Pérez